# Poecilosoma
Poecilosoma é um gênero de traça pertencente à família Arctiidae.